# Carlo Nicolo
Carlo Nicolo (Muzzano, 12 luglio 1932) è un ex ciclista su strada italiano, professionista dal 1957 al 1959 e vincitore della Tre Valli Varesine 1958.

## Palmarès
- 1956 (Dilettanti)

Coppa Città di Cuorgnè
Gran Premio della Baraggia
- 1958 (Molteni/Mondia, due vittorie)

Tre Valli Varesine
Gran Premio di Pistoia

## Piazzamenti

### Grandi Giri
- Giro d'Italia

1957: ritirato
1959: ritirato
- Vuelta a España

1959: ritirato

### Classiche monumento
- Milano-Sanremo

1959: 115º
- Giro di Lombardia

1958: 27º
1959: 21º